# Schwarzhals-Klasse
Als Schwarzhals-Klasse (englisch: Blackneck Class, bei Emilie Haspels Group of the little black-neck lekythoi) wird eine Klasse attischer-schwarzfiguriger Vasen des dritten Viertels des 6. Jahrhunderts v. Chr. bezeichnet.
Die Schwarzhals-Klasse besteht aus kleinen ovoider Lekythen der Sub-Deianeira-Form, deren Hals schwarz ist, worauf ihr Name zurückgeht. Die Bemalung erfolgte in Bildfeldern. Die dargestellten Figuren sind lebhaft und wirken sorglos. Die Stücke der Gruppe gehören zu den letzten Lekythen dieser Form, da zu dieser Zeit die Deianeira-Lekythen von den Schulterlekythen abgelöst werden. Die Klasse ist etwas später als der Pharos-Maler anzusetzen, der ähnlich wie die unbenannten Maler der Schwarzhals-Klasse Lekythen der gleichen Form dekorierte.